# 高柳明音の生まれてこの方
高柳明音の生まれてこの方（たかやなぎあかねのうまれてこのかた）は、2015年4月5日（4日深夜）からアール・エフ・ラジオ日本で放送されている深夜放送のラジオ番組。

## 概要
元SKE48（2021年4月卒業）でタレントの高柳明音がパーソナリティを務めるラジオ番組。「高柳明音（SKE48）の暗黙の了解」（2013年4月7日 - 2015年3月29日、TOKYO FM）の事実上の後継番組であり、2017年3月までは「―暗黙の了解」と同じく、池袋サンシャインシティの一社提供番組であった(2016年の3月から同年12月までは、提供を一時撤退していた)。
「毎回、何かが起こってしまう」をコンセプトに「深夜の素過ぎるトークを展開」する番組。放送される局がTOKYO FMからラジオ日本に移動したが番組内容は変わらず、SKE48メンバーは基本的に登場しない(現役メンバーで出演経験があるのは江籠裕奈、日高優月のみ。卒業メンバーでは、古川愛李、松井玲奈、中西優香、古畑奈和、石田安奈、野島樺乃が出演したことがある)。高柳のフリートークを中心に番組が展開するほか、ゲストが登場することもある。また、公式略称「うまかた」をよく利用し、リスナーのことを「うまかたリスナー」と呼び、紹介時にラジオネームと呼ばず「うまかたネーム」と呼ぶ。
2016年9月までの放送時間は毎週日曜 2:00 - 2:30（土曜深夜）であったが、同年10月からは30分繰り上がり、1:30 - 2:00の放送となった。

## コーナー
うまかたアニメ調査団
日本が世界に誇るアニメを学び、アニメの良さを再発見するコーナー。
ふつおた
普通のメールを読む。内容は何でもあり。
生まれてこの方○○○!
リスナーの「生まれてこの方」なエピソードを紹介するコーナー。
明音の知らない世界
高柳の知らない「ディープ」で「コア」な世界を紹介するコーナー。
深夜1時30分に食べたいもの選手権
謎かけ　同好会!
ラジオ日本一くだらないクイズ
ハイホー♪

### 過去のコーナー
柳喜利（やなぎり）
高柳から出される大喜利に答えるコーナー。
誤字ボケメール
リスナーから送られた7つの誤字ボケメールにツッコミを入れるコーナー。
潜在能力研究所
高柳にあるかもしれない秘めたる潜在能力を引き出すコーナー。
うまかた・趣味活のススメ!
リスナーから高柳に新しい趣味を教えてもらうコーナー。
うまかたアニメ調査団
日本が世界に誇るアニメを学び、アニメの良さを再発見するコーナー。